# Александар Ставрев
Александар Ставрев (мак. Александар Ставрев; нар. 30 березня 1977 року, Скоп'є, Північна Македонія) — македонський футбольний арбітр. Належить до категорії ФІФА з 2006. За професією інженер.

## Кар'єра
Судить матчі Першої македонської футбольної ліги з 2002. Арбітр ФІФА з 2006.
У 2006 обслговував матчі юнацького чемпіонату Європи U-17 у Люксембурзі. У липні дебютує в Кубку УЄФА. З 2007 обслуговує матчі між національними збірними.
У липні 2008 судить матчі юнацького чемпіонату Європи U-19, зокрема:
- Чехія — Англія 2:0
- Іспанія — Угорщина 0:1

З сезону 2010/11 регулярно судить матчі Ліги Європи УЄФА.
У червні 2011 обслуговує матчі молодіжного чемпіонату Європи, зокрема:
- Білорусь — Ісландія 2:0
- Україна — Англія 0:0

У жовтні 2011 дебютує в груповому раунді Ліги чемпіонів, судить матч між «Барселоною» та «Вікторією» (Пльзень) 2:0.

## Матчі національних збірних
| Дата              | Місце проведення          | Збірні                   | Рахунок | Турнір               | ЖК | YK · YK · RK | RK |
| ----------------- | ------------------------- | ------------------------ | ------- | -------------------- | -- | ------------ | -- |
| 21 листопада 2007 | Тбілісі, Грузія           | Грузія – Литва           | 0 - 2   | Кваліфікація ЧЄ 2008 | 4  | 0            | 0  |
| 26 березня 2008   | Подгориця, Чорногорія     | Чорногорія – Норвегія    | 3 - 1   | Товариський матч     | 3  | 1            | 0  |
| 6 вересня 2008    | Кардіфф, Уельс            | Уельс – Азербайджан      | 1 – 0   | Кваліфікація ЧС 2010 | 6  | 1            | 0  |
| 10 червня 2009    | Тирана, Албанія           | Албанія – Грузія         | 1 – 1   | Товариський матч     | 0  | 0            | 0  |
| 9 вересня 2009    | Єреван, Вірменія          | Вірменія – Бельгія       | 2 – 1   | Кваліфікація ЧС 2010 | 4  | 0            | 0  |
| 18 листопада 2009 | Подгориця, Чорногорія     | Чорногорія – Білорусь    | 1 – 0   | Товариський матч     | 4  | 0            | 1  |
| 17 листопада 2010 | Подгориця, Чорногорія     | Чорногорія – Азербайджан | 2 – 0   | Товариський матч     | 5  | 0            | 0  |
| 8 жовтня 2010     | Люксембург, Люксембург    | Люксембург – Білорусь    | 0 – 0   | Кваліфікація ЧЄ 2012 | 3  | 0            | 1  |
| 26 березня 2011   | Кайзерслаутерн, Німеччина | Німеччина – Казахстан    | 4 – 0   | Кваліфікація ЧЄ 2012 | 1  | 0            | 1  |
| 29 лютого 2012    | Копер, Словенія           | Словенія – Шотландія     | 1 – 1   | Товариський матч     | 0  | 0            | 0  |
| 16 жовтня 2012    | Москва, Росія             | Росія – Азербайджан      | 1 – 0   | Кваліфікація ЧС 2014 | 5  | 0            | 0  |
| 15 жовтня 2013    | Копенгаген, Данія         | Данія – Мальта           | 6 – 0   | Кваліфікація ЧС 2014 | 3  | 0            | 0  |
| 12 червня 2015    | Аттард, Мальта            | Мальта – Болгарія        | 0 – 1   | Кваліфікація ЧЄ 2016 | 5  | 0            | 0  |
| 5 вересня 2015    | Відень, Австрія           | Австрія – Молдова        | 1 – 0   | Кваліфікація ЧЄ 2016 | 3  | 0            | 0  |
| 24 березня 2017   | Єреван, Вірменія          | Вірменія – Казахстан     | 2 – 0   | Кваліфікація ЧС 2018 | 5  | 1            | 0  |